# 恋しくて (1987年の映画)
『恋しくて』（こいしくて、Some Kind of Wonderful）は、1987年に公開されたアメリカ映画。『プリティ・イン・ピンク/恋人たちの街角』に続く、ジョン・ヒューズ製作、ハワード・ドゥイッチ監督による青春映画。

## ストーリー
画家を志し、ガソリンスタンドでアルバイトする物静かな高校生のキースは、学園のマドンナのアマンダにひそかに恋をしていた。クラスからも浮き気味の彼の唯一の親友は、幼馴染のボーイッシュな同級生ワッツ。ドラムが趣味の彼女もまたひそかにキースに恋をしていた。
キースはアマンダの恋人・ハーディの存在を知っても彼女への興味を増していくが、ワッツから「アンタは彼女の眼中にない」と言われてしまう。しかし数日後ハーディとケンカしたアマンダは、直後に声をかけてきたキースのデートの誘いに乗り、帰宅したキースはニヤニヤが止まらない。キースに好意を寄せていることを素直に言えないワッツは、男友達に頼んで“男から言い寄られている”フリで挑発するが伝わらず思い悩む。
後日キースの自宅にハーディが訪ねてきて、「実はアマンダと別れたいと思っている」と打ち明けられ、後腐れなく別れるため次の土曜日のパーティで彼女の相手をするよう頼まれる。普段の横柄なハーディと違い低姿勢な態度にキースは了承すると、その夜ワッツにパーティの前にアマンダとデートすることを伝える。心の中でショックを受けたワッツはキースとの友達付き合いを辞めることも考えるが、彼の恋を応援することにする。数日後、ハーディが「パーティ会場でキースをボコボコにする」と仲間に話すのを偶然キースの妹が耳にし、帰宅後兄に伝えるが気持ちは変わらない。
当日キースはアマンダとデートに出かけ、レストランや美術館を回った後誰もいない広場で彼は飾ることなく彼女に語りかける。そのデートには2人の運転手役を引き受けたワッツが同行しており、彼女は離れた場所からキースとアマンダの口づけを見てしまい心が苦しくなる。その後ワッツの運転でパーティ会場に着いたキースとアマンダは、悪巧みを考えていたハーディを客の前で恥をかかせてやり込めることに成功。その様子を外から見ていたワッツは会場から出てきたキースとアマンダに笑顔で称えた後、涙を伝う頬を見せないよう1人歩き出す。キースはワッツへの自分の想いに気付き…。

## キャスト
※括弧内は日本語吹替（ANA機内上映用。1987年制作）
キース
演 - エリック・ストルツ（井上和彦）
主人公の高校生。シャイな性格で特に女性関係は奥手で、ワッツ以外の異性と話す時は緊張で上手く話せない。成績優秀だが絵を描くことが得意なため、将来は美術学校に進学することを夢見ている。ガソリンスタンドでバイトしており、車の簡単な整備もできる。家庭では進路のことで口うるさく言ってくるクリフや、自分勝手な言動をするローラとよくゴタゴタしている。
ワッツ
演 - メアリー・スチュアート・マスターソン（鶴ひろみ）
キースの女友達。学校でも放課後でも2人でつるんでいることが多い。ドラムが得意でどこに行くにもドラムスティックを携帯している。サバサバしていて不良相手にも動じない男勝りな性格で、いつも男っぽい話し方をしている。アマンダの体と比較して自身の体に少々コンプレックスを感じているような発言をしている。両親との関係があまり上手くいっておらず、キースの家族を羨ましく思っている。
アマンダ
演 - リー・トンプソン（岡本麻弥）
高校のマドンナ。学校では美人として評判だが、本人は「私は男の子が飾り(見せびらかすため)に連れて歩くタイプの女の子」と自認している。ワッツからは「金持ち志向」と評されており、あまり良く思われていない。実は内心、孤独になることを恐れており周りの友達に合わせている。ハーディとケンカした勢いでキースとのデートの誘いを受けたことにその後迷いが生じる。
ハーディ
演 - クレイグ・シェイファー（池田秀一）
アマンダの恋人。裕福な家庭の息子でハンサムで高校の人気者。自己中心的な性格で女好きでアマンダに隠れて他の女性を口説くこともある。また、独占欲と嫉妬心が強くアマンダとのケンカの後ヨリを戻すためやや強引に話合いの場を持とうとする。アマンダに好意を持ったキースを敵視し挑発的な態度を取り始める。
クリフ（字幕版では、クリフォード）
演 - ジョン・アシュトン（内海賢二）
キースの父。仕事はタイヤのセールスマンをしている。自身が大卒でないことやブルーカラーの仕事をしていることにコンプレックスを抱いている。このためキースには商業系の大学に進学してほしいと思っており、後日進路や最近の息子の態度について衝突する。
キャロル
演 - ジェーン・エリオット（谷育子）
キースの母。穏やかで落ち着いた性格でいつも家族を見守っている。自身は分け隔てなく3人の子供と接しているつもりだが、ローラからは「キースの肩ばかり持っている」と不満を持たれている。
ローラ
演 - マディ・コーマン（伊藤美紀）
キースの上の妹で兄と同じ高校に通う。キースのことを“変人アニキ”と言ったり、勝手に彼の部屋に入るなどしておりよくトラブっている。根は悪くないが、今は反抗期らしく騒がしくわがままで余計な一言を言うなどしているため家族の手を焼かせている。アマンダのことを「セックス」と評する。
シンディ
演 - キャンディス・キャメロン・ブレ(キャンディス・キャメロン名義)（神代智恵）
キースの下の妹で、年は日本で言う小学校3年生ぐらい。朗らかな性格で愛嬌がある。理科に関する話題が好きで、子供にしてはやや難しい言葉(血液の循環、繊維質の食べ物等)を日常会話で使っている。趣味は、キャラクターが描かれたカード集め。
ダンカン（スキンヘッド）
演 - イライアス・コティーズ（銀河万丈）
キースが通う高校の不良生徒。当初内気なキースをからかっていたが、同時期に彼と早朝授業を受けたことで親しくなる。プレイボーイのハーディを嫌っており、後日彼からアマンダを奪おうとするキースに協力する。
シェーン
演 - モリー・ヘイガン（深見梨加）
アマンダの友達。キースのデートの誘いに安請け合いで約束したアマンダに、ハーディとヨリを戻すのか別れてキースと付き合うのかはっきりするよう助言する。後日の放課後自身の車にアマンダとキースを乗せて帰宅することにし、2人に話合いの場をもたせる。しかし、その後アマンダを友人らと仲間外れにしたり、ハーディの取り巻きらと行動を共にするが、ダンカンの仲間に色目を使われるとあっさりなびく。
レイ
演 - スコット・コッフィー（関俊彦）
ワッツの友達。ある時学校でワッツと話していた所キースに気づいた彼女から、「私に気があるようなフリをして」と頼まれる。
その他声の出演：安田隆、藤本譲、鳳芳野、沢田敏子、荒川太郎、羽村京子、江沢晶子、小林輝世子
日本語版制作スタッフ　翻訳：たかしまちせこ、演出：小山悟、制作：東北新社

## スタッフ
- 監督: ハワード・ドゥイッチ
- 製作・脚本: ジョン・ヒューズ
- 製作総指揮: マイケル・チニック、ロナルド・コルビー
- 音楽: スティーヴン・ハギュー、ジョン・ミューサー
- 撮影: ジャン・キーサー
- 編集: M・スコット・スミス、バド・S・スミス

## サウンドトラック
1. ドゥ・エニシング（ピート・シェリー）
2. プリリアント・マインド（ファニチュア）
3. クライ・ライク・ディス（ブルー・ルーム）
4. アイ・ゴー・クレイジー（フレッシュ・フォー・ルル）
5. シー・ラヴズ・ミー（スティーヴン・ダフィ）
6. ザ・ハーデスト・ウォーク（ジーザス・アンド・メリー・チェイン）
7. ザ・シャイエスト・タイム（アパートメンツ）
8. ミス・アマンダ・ジョーンズ（マーチ・ バイオレッツ）
9. 好きにならずにいられない（リック・ザ・ティンズ）
10. ターン・トゥ・ザ・スカイ（マーチ・ バイオレッツ）

- サウンドトラックアルバムには収録されていないが、クライマックスシーンでチャーリー・セクストンの「ビーツ・ソー・ロンリー」が流れる。